# Deutsch-Österreichische Alpenvereinsexpeditionen in den Peruanischen Anden
In den 1930er Jahren fanden insgesamt drei Deutsch-Österreichische Alpenvereinsexpeditionen in die Peruanischen Anden statt. Die Expeditionen der Jahre 1932 und 1936 organisierte der Deutsche und Österreichische Alpenverein (DuOeAV) und die von 1939 dessen Nachfolgeorganisation der Deutsche Alpenverein.
Im Zuge dieser Expeditionen wurden unter anderem 12 der 18 Sechstausender der Cordillera Blanca und einige Gipfel der Cordillera Huayhuash erstbestiegen sowie erstmals Bergkarten der Region erstellt.

## 1932
Eine erste Expedition in die Cordillera Blanca startete im März 1932 und dauerte bis zum Jahresende. Ziele waren Besteigungen, wissenschaftliche Untersuchungen und die Erstellung einer Karte. Geleitet wurde die Expedition von Philipp Borchers und hatte in Wilhelm Bernard, Erwin Hein, Hermann Hoerlein, Hans Kinzl und Erwin Schneider weitere Mitglieder.
Erstbesteigungen:
- Huascarán Sur (höchster Berg Perus mit 6746 m) am 20. Juli durch Bernard, Borchers, Hein, Hoerlein und Schneider über die heutige Normalroute.
- Chopicalqui (6345 m) am 3. August durch Borchers, Hein, Hoerlein und Schneider über den Südwestgrat.
- Artesonraju (6025 m) am 19. August durch Hein und Schneider über Nordgrat und Nordostsporn.
- Huandoy (6395 m) am 12. September durch Hein und Schneider über die Südhänge.
- Copa (6188 m) am 26. September durch Hein und Schneider über die Westseite. Dabei unternahm Hoerlein wissenschaftliche Messungen von kosmischen Strahlen und verbrachte dabei drei Wochen durchgehend auf Höhen von über 5500 m.

## 1936
Eine kleinere Expedition die von Hans Kinzl angeführt wurde und mit Erwin Schneider und Arnold Awerzger zwei weitere Teilnehmer hatte besuchte zum einen die Cordillera Blanca und es gelangen folgende Erstbesteigungen:
- Pucajirca Sur (6039 m) am 1. Juli durch Schneider.
- Quitaraju (6036 m) am 17. Juni durch Awerzger und Schneider über den Westgrat.
- Champará (5740 m) im äußersten Norden der Cordillera Blanca.

Das eigentliche Hauptziel der Expedition war jedoch die Cordillera Huayhuash, die nun erstmals überhaupt von Bergsteigern besucht wurde. Neben der Erstellung einer topographischen Übersichtskarte wurden diese Gipfel erstbestiegen:
- Siula Grande (6344 m) am 28. Juli durch Awerzger und Schneider über den Nordgrat.
- Rasac (6017 m) solo durch Schneider.
- Außerdem zwei erfolglose Besteigungsversuche am Yerupajá durch Awerzger, Kinzl und Schneider.

## 1939
1939 folgte eine erneut von Hans Kinzl geleitete größere Expedition, die insbesondere die Erkundung der südlichen Cordillera Blanca zum Ziel hatte. Zu den sechs Teilnehmern gehörten noch W. Brecht, Heckler, S. Rohrer, K. Schmid und H. Schweizer. Erstbestiegen wurden:
- Palcaraju (6274 m) am 7. Juni durch Brecht, Rohrer, Schmid und Schweizer über den Nordostgrat.
- Ranrapalca (6162 m) am 25. Juni durch Brecht, Rohrer, Schmid und Schweizer über den Nordostgrat.
- Tocllaraju (6034 m) am 31. Juli durch Brecht und Schweizer über den Nordwestgrat.
- Chinchey (6309 m) am 2. August durch Brecht und Schweizer über den Nordgrat.
- Ebenfalls im August: Erstbesteigung des Hualcan (6122 m) durch Rohrer und Schmid über den Südgrat.

Außerdem wurde bei dieser Expedition der Huascarán Norte (6555 m) durch Brecht, Heckler, Rohrer, Schmid und Schweizer zum wiederholten Male bestiegen. Allerdings wurden am 28. August 1939 zwei der Teilnehmer von einer Lawine getötet und da wenige Tage später der Zweite Weltkrieg ausbrach scheiterte auch die sofortige Rückreise. Erst im April 1941 erreichte beispielsweise Kinzl seine Heimat Innsbruck.

## Folgezeit
In den Jahren 1952, 1954 und 1964 fanden noch weitere Expeditionen nach Peru durch Kinzl statt. So wurde 1954 unter anderem der Sarapo in der Cordillera Huayhuash erstbestiegen.